# Ohey
Ohey là một đô thị ở tỉnh Namur.
Tại thời điểm ngày 1 tháng 1 năm 2006, đô thị này có dân số 4,283 người. Tổng diện tích là 56,62 km², với mật độ dân số 76 người trên mỗi km².

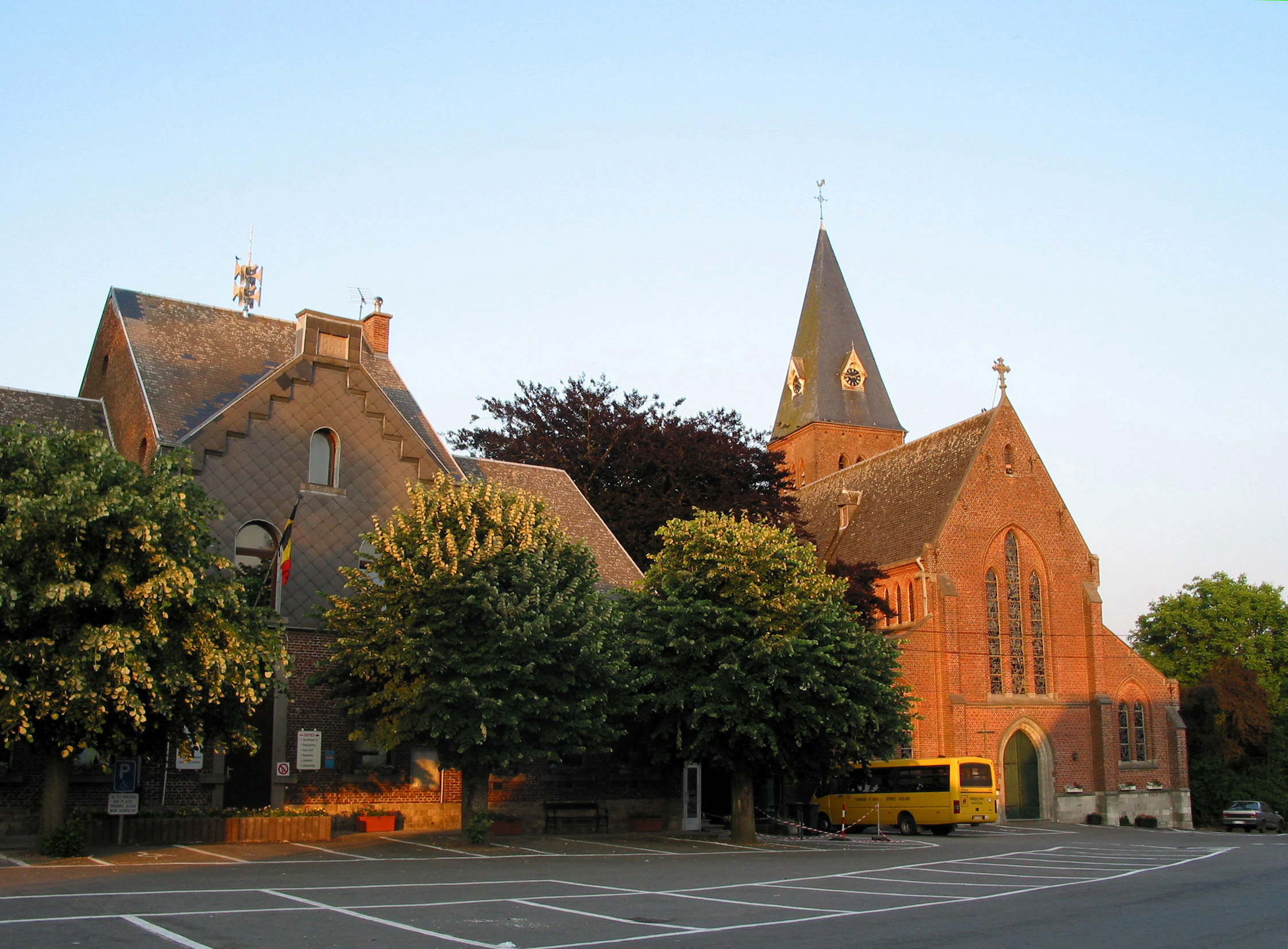
Ohey: trung tâm và giáo đường St Peter

Ngoài Ohey, đô thị này còn bao gồm các làng:
- Evelette
- Goesnes
- Haillot
- Jallet
- Perwez